# Olympie (opéra)
Pour les articles homonymes, voir Olympie (homonymie).
Olympie est un opéra en trois actes composé par Gaspare Spontini sur un livret de Michel Dieulafoy et Charles Brifaut, directement inspiré de la pièce éponyme de Voltaire.
La première a eu lieu le 22 décembre 1819 à l'Opéra de la rue Richelieu à Paris. Le livret a également été traduit afin que l'opéra puisse être interprété en allemand (traduction de Ernst Theodor Amadeus Hoffmann) et en italien.

## Contexte de création

### Contexte historique
L'histoire a lieu peu de temps après la mort d'Alexandre le Grand, ce dernier laissant derrière lui un empire immense s'étendant de la Macédoine à la Perse, jusqu'à l'océan Indien. Parmi ses anciens généraux, Antigone le Borgne et Cassandre se battent avidement pour contrôler cet empire sans chef et désormais morcelé.
La vie d'Alexandre le Grand a été très vite glorifiée et transformée en récit quasi-mythologique sous forme d'hagiographies romancées. S'est ainsi répandue la croyance populaire qu'il était un humain choisi des dieux afin de briller par ses exploits héroïques.
Bien qu'il soit presque certain qu'Alexandre soit mort de fièvres, probablement due au paludisme,, ou à un train de vie trop excessif, la théorie selon laquelle il aurait été assassiné par poison fut longtemps et largement répandue. A ce sujet le Roman d'Alexandre évoque la possibilité de l'empoisonnement par l'un de ses valets, ce qui a probablement conforté Voltaire puis Dieulafoy et Brifaut dans la thèse de l’assassinat. Antipater, le père de Cassandre, a longtemps été le principal suspect du possible assassinat, de même que son fils s'est montré hostile envers la mémoire d'Alexandre

### Un livret inspiré par Voltaire
Le livret de Dieulafoy et Brifaut, comme la pièce de Voltaire s'inspire de personnages historiques : Alexandre, ses deux épouses Roxane et Stateira, ses généraux (Antigone et Cassandre ayant réellement existé). La trame de la pièce originelle est également respectée : la seconde femme et désormais veuve d'Alexandre Stateira est supposée morte, assassinée par Roxane (première femme de l'empereur). Elle survit pourtant incognito en se faisant passer pour une prêtresse de Diane à Ephèse.
Seul le personnage d'Olympie, fille d'Alexandre et Stateira est supposé n'avoir jamais réellement existé, bien qu'il soit repris aussi bien par Voltaire que par Dieulafoy et Brifaut. 

### Composition et révisions
Spontini débute la composition en 1812. C'est sa troisième œuvre conséquente en trois actes pour l'Opéra de Paris. Il y mélange un sens de l'exactitude dans la psychologie des personnages, que l'on retrouve dans son précédent opéra La Vestale, à une certaine massivité vocale, elle présente dans son Fernand Cortez, ou La conquête du Mexique. Dans sa conception grandiose, Olympie se pose comme pendant musical à l’architecture néo-classique.
La première à Paris en 1819 suscita des réactions mitigées, ce qui mena Spontini à retirer son opéra des programmations après sa septième représentation (le 12 janvier 1820). En effet la première représentation rapporta 7,836 francs, mais les recettes chutèrent continuellement au fil des représentations. Ainsi la septième représentation ne rapporta elle que 2,135 francs. Ce succès en demi-teinte amena Spontini à une première révision, notamment de la fin de l'opéra, le compositeur préférant finalement une fin moins tragique.
La première version révisée fût interprétée dans sa traduction allemande le 14 mai 1821 au  Staatsoper Unter den Linden  (Berlin), et dirigée par Spontini. Ce dernier a répondu à l'invitation de Frédéric-Guillaume III de Prusse, alors à la recherche d'un nouveau directeur musical. La traduction vers l'allemand a été fournie par l'écrivain  Ernst Theodor Amadeus Hoffmann. 
Ce séjour berlinois fut porteur de succès et donna un second souffle à l'œuvre : 78 représentations dans la ville, mais également à Dresde (avec des ajouts de Carl Maria von Weber), Cassel, Cologne et Darmstadt.
La production d'Olympie requiert un très grand orchestre comprenant des ophicléides, alors utilisées pour la première fois. Le final de la version berlinoise comprend une mise en scène et des effets spectaculaires, incluant notamment une scène où Cassandre est à dos d'éléphant.
Spontini fit une seconde révision d'Olympie, tout en conservant le dénouement heureux de la première, pour une représentation à l'Opéra Le Peletier le 27 février 1826. Le ténor Adolphe Nourrit remplace son père Louis pour le rôle de Cassandre dans une seconde version comportant également une aria composée par Weber. Malgré ces modifications et ajouts, l'opéra peina encore a attirer l'intérêt du public français, ce dernier jugeant que le livret, désuet,  ne pouvait rivaliser avec les opéras de Rossini.
L'opéra continua tout de même d'être joué, sous forme de concert à Rome le 12 décembre 1885, et plus récemment à Florence en 1930, à La Scala de Milan en 1966 (représentation qui a bénéficié d'un enregistrement audio) et au festival de Pérouse en 1979.

## Rôles
| Rôle | Registre vocal | Interprètes pour la première du 22 décembre 1819 chef d'orchestre : Rodolphe Kreutzer | Second version révisée du 27 février 1826 chef d'orchestre : Henri Valentino |
| --- | -------------- | ------------------------------------------------------------------------------------- | ---------------------------------------------------------------------------- |
| Olympie, fille d'Alexandre le Grand                                                                             | soprano        | Louise-Marie-Augustine Albert                                                         | Laure Cinti-Damoreau                                                         |
| Stateira, veuve d'Alexandre                                                                                     | soprano        | Caroline Branchu                                                                      | Caroline Branchu                                                             |
| Cassandre, père d'Antipater, roi de Macédoine                                                                   | ténor          | Louis Nourrit                                                                         | Adolphe Nourrit                                                              |
| Antigone le Borgne, roi d'Asie                                                                                  | basse          | Henri-Étienne Dérivis                                                                 | Henri-Étienne Dérivis                                                        |
| L'Hiérophante (haut-prêtre)                                                                                     | basse          | Louis-Bartholomé-Pascal Bonel                                                         | Louis-Bartholomé-Pascal Bonel                                                |
| Arbate, officier au service de Cassandre                                                                        | ténor          | aucun rôle                                                                            | Hyacinthe Trévaux                                                            |
| Hermas, officier au service d'Antigone                                                                          | basse          | Charles-Louis Pouilley                                                                | Charles-Louis Pouilley                                                       |
| Chœur : ministres, disciples, sorciers, prêtresses, officiers royaux, gardes, Bacchantes, Amazones, navigateurs |                |                                                                                       |                                                                              |

## Synopsis
Lieu : Éphèse
Époque: 308 avant Jésus-Christ, 15 ans après la mort d'Alexandre le Grand.

### Acte I
Le parvis du temple de Diane

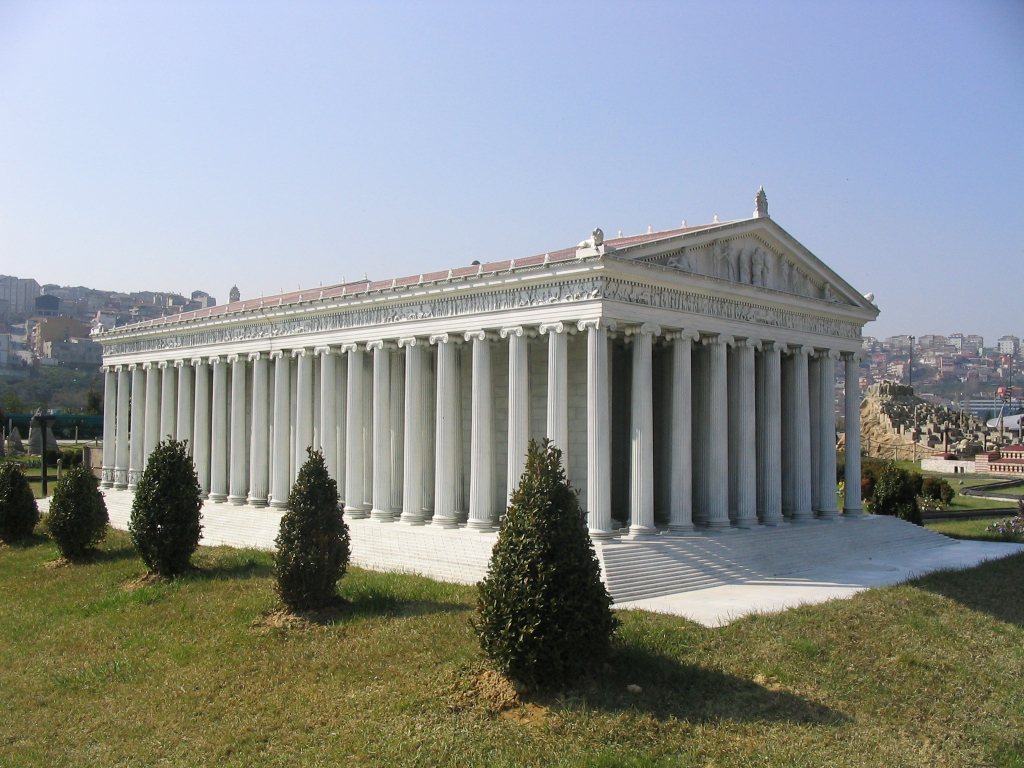
Réplique du temple à Istanbul

Antigone, roi d'Asie; et Cassandre, roi de Macédoine, ont été impliqués dans l'assassinat d'Alexandre. Ils se sont également fait la guerre, mais sont désormais prêts à se réconcilier. Apparaît cependant une nouvelle menace à la paix. Il s'agit d'une esclave, Aménais, dont les deux rois sont amoureux. Aménais est en réalité Olympie, la fille d'Alexandre le Grand, déguisée.
Stateira, la veuve d'Alexandre et mère d'Olympie, s'est elle déguisée pour prendre l'apparence d'une prêtresse. Elle perce à jour le projet de mariage entre Olympie et Cassandre, et accuse ce dernier de l’assassinat de son défunt époux Alexandre.

### Acte II
Stateira et Olympie révèlent leurs véritables identités l'une à l'autre, ainsi qu'à Cassandre. Olympie défend Cassandre contre les accusations de Stateira, affirmant qu'il lui a déjà sauvé la vie. Stateira en doute et a toujours l’intention de se venger avec l'aide d'Antigone et son armée.

### Acte III et différences entre les versions
Olympie est partagée entre son amour pour Cassandre et sa loyauté envers sa mère. Pendant ce temps les troupes de Cassandre et d'Antigone s'affrontent, et Antigone reçoit un coup mortel au cours de la bataille. Il confesse avant de mourir qu'il est le seul responsable de la mort d'Alexandre. Cassandre n'y est donc pour rien, est désormais libre de se marier avec Olympie.
Dans la version originale donnée à Paris en 1919, Cassandre est l'assassin d'Alexandre. Après sa victoire, Stateira et Olympie se suicident, et sont appelées vers l'au-delà par l'esprit d'Alexandre.
Dans le drame de Voltaire, Olympie est mariée à Antigone et se jette dans un feu en confessant son amour envers Cassandre.

## Enregistrements
| Année | Distribution Olympie, Stateira, Cassandre Antigone, Hermas, Hiérofante                                     | Chef d'orchestre, orchestre et chœur                                 | Label et numéro de catalogue |
| ----- | --- | -------------------------------------------------------------------- | ---------------------------- |
| 1966  | Pilar Lorengar, Fiorenza Cossotto, Franco Tagliavini, Giangiacomo Guelfi, Silvio Maionica, Nicola Zaccaria | Francesco Molinari-Pradelli, orchestre et chœur de La Scala de Milan | Opera d'Oro Cat: OPD 1395    |
| 1984  | Julia Varady, Stefania Toczyska, Franco Tagliavini, Dietrich Fischer-Dieskau, Josef Becker, George Fortune | Gerd Albrecht, Deutsches Symphonie-Orchester Berlin, RIAS Kammerchor | ORFEO Cat: C 137 862         |
| 2016  | Karina Gauvin, Kate Aldrich, Mathias Vidal, Josef Wagner, Philippe Souvagie, Patrick Bolleire              | Jérémie Rhorer, Le Cercle de l'Harmonie, chœur de la radio flamande  | Palazetto Bru Zane BZ 1035   |

## Source
- (en) Cet article est partiellement ou en totalité issu de l’article de Wikipédia en anglais intitulé « Olimpie » (voir la liste des auteurs).